# Whatever Gets You Thru the Night/Beef Jerky
Whatever Gets You Thru the Night/Beef Jerky è un singolo discografico di John Lennon pubblicato nel 1974 ed estratto dall'album Walls and Bridges. Il 45 giri arrivò al numero 1 nella classifica statunitense Billboard Hot 100.

## Registrazione
La registrazione mette in evidenza Elton John che canta nei cori e suona il pianoforte. Mentre erano in studio di registrazione, Elton scommise con Lennon che Whatever Gets You Thru the Night sarebbe salita in cima alle classifiche USA, e tale era lo scetticismo di Lennon che Elton strappò a lui la promessa di comparire sul palco in una delle sue performance se il brano avesse raggiunto il numero 1 in classifica. Quando il singolo salì in cima alle classifiche, Lennon comparve al concerto di Elton John al Madison Square Garden il 28 novembre 1974. Quella fu la sua ultima apparizione dal vivo.
Lennon trasse l'ispirazione per la composizione del brano da uno show televisivo che stava guardando a tarda notte. Nel dicembre del 2005, May Pang, ex segretaria e amante di Lennon, raccontò a Radio Times: «Di notte a lui [John Lennon] piaceva fare zapping in TV, e prendeva nota di qualsiasi cosa curiosa ascoltasse in televisione. Una sera, stava guardando in TV il Reverendo Ike, un celebre pastore evangelista di colore, che stava dicendo: "Lasciate che ve lo dica ragazzi, non ha alcuna importanza, Lui vi prenderà comunque durante la notte!" John amò fin dall'inizio la frase e disse: "Devo scrivermela altrimenti me la dimentico". Teneva sempre un taccuino e una penna a portata di mano vicino al letto. Questa fu la genesi di Whatever Gets You thru the Night.»
Il brano non era la prima scelta di Lennon per essere il primo singolo estratto dall'album. Fu scelto invece dal vicepresidente della Capitol Records Al Coury, che aveva recentemente collaborato con Paul McCartney.

## Tracce
Testi e musiche di John Lennon
1. Whatever Gets You Thru the Night  - 3:27
2. Beef Jerky  - 3:26

## Formazione
- John Lennon: voce, chitarra
- Ken Ascher: clarinetto
- Jesse Ed Davis: chitarra
- Arthur Jankis: percussioni
- Elton John: pianoforte, voce
- Jim Keltner: batteria
- Bobby Keys: sassofono
- Eddie Mottau: chitarra acustica
- Klaus Voormann: basso